# شب برات
شب برات یا چراغ برات یا شب روشن مراسمی است برای تکریم مردگان که امروزه از غروب سیزدهم تا پانزدهم ماه شعبان برگزار می‌شود. این مراسم در بعضی کشورهای خاورمیانه و شبه قاره هند از جمله بخش‌هایی از ایران، ترکیه، پاکستان، مناطق کُردنشین و از جمله در خراسان، مراسم ویژهٔ «برات» با عنوان‌های مختلفی چون عید برات، شب برات، چراغ برات، (جێژنی بهراتێ) و… و با آداب و رسوم مختلف برگزار می‌گردد. این مراسم اگرچه هم‌اکنون با جشن نیمه شعبان همزمان شده‌است اما با جشن نیمه شعبان تفاوت‌هایی دارد. جشن نیمه شعبان را مسلمانان شیعه برگزار می‌کنند در حالیکه جشن برات یا جشن روشنایی را مسلمانان سنی و بخش‌هایی از مناطق شیعه برگزار می‌کنند و سابقه جشن چراغ برات یا «روشنایی» بسیار قدیمی‌تر از جشن نیمه شعبان است. چراغ برات از دیرینه‌ترین مراسم تاریخ خراسان رضوی است که بعضی‌ها معتقدند که ۱۱ تا ۱۴ نیمه شعبان است بعضی‌ها هم معتقدند از ۱۲ تا ۱۵ نیمه شعبان است.

## معنی و ریشه این مراسم

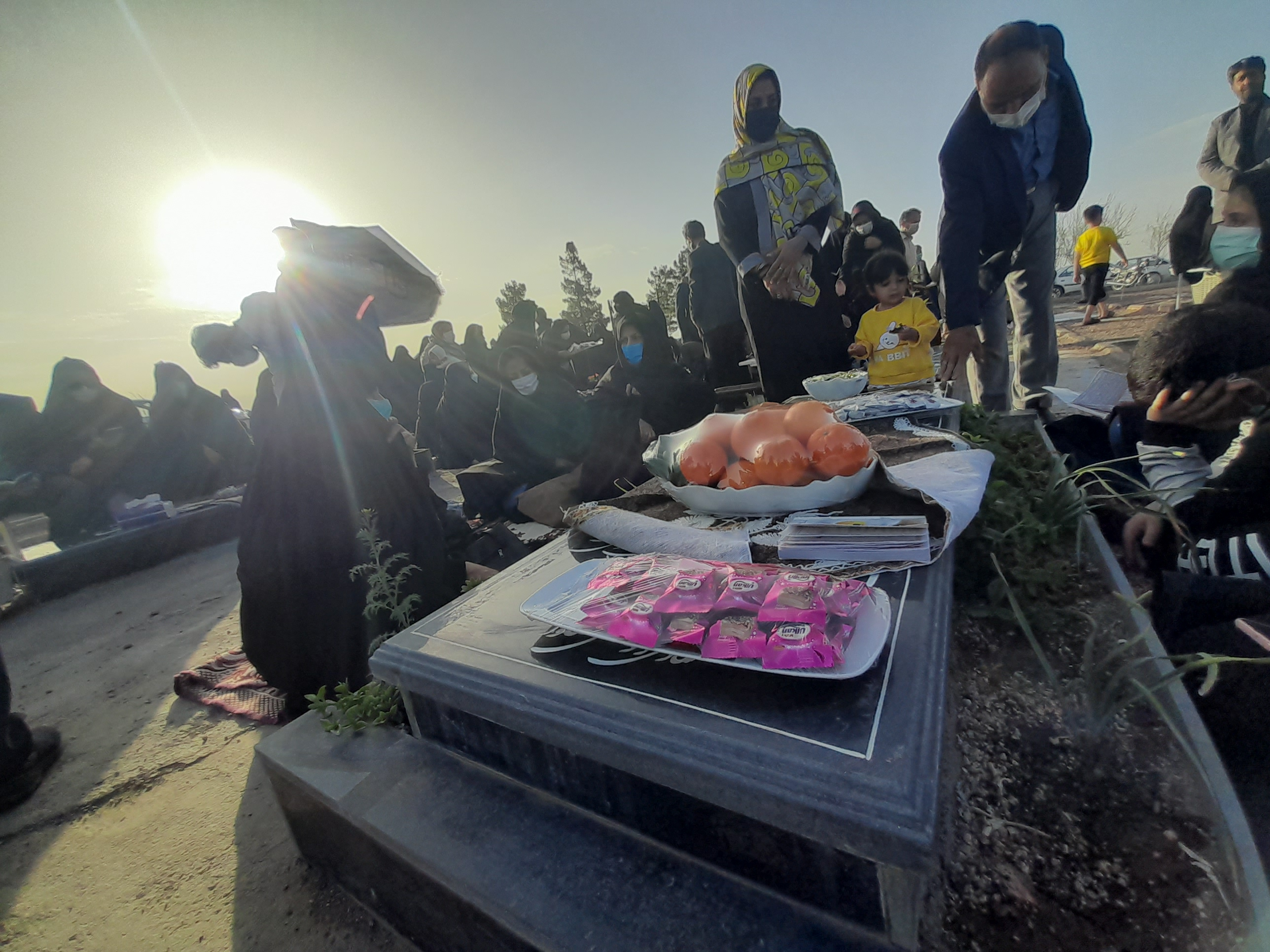
مراسم برات در ایران

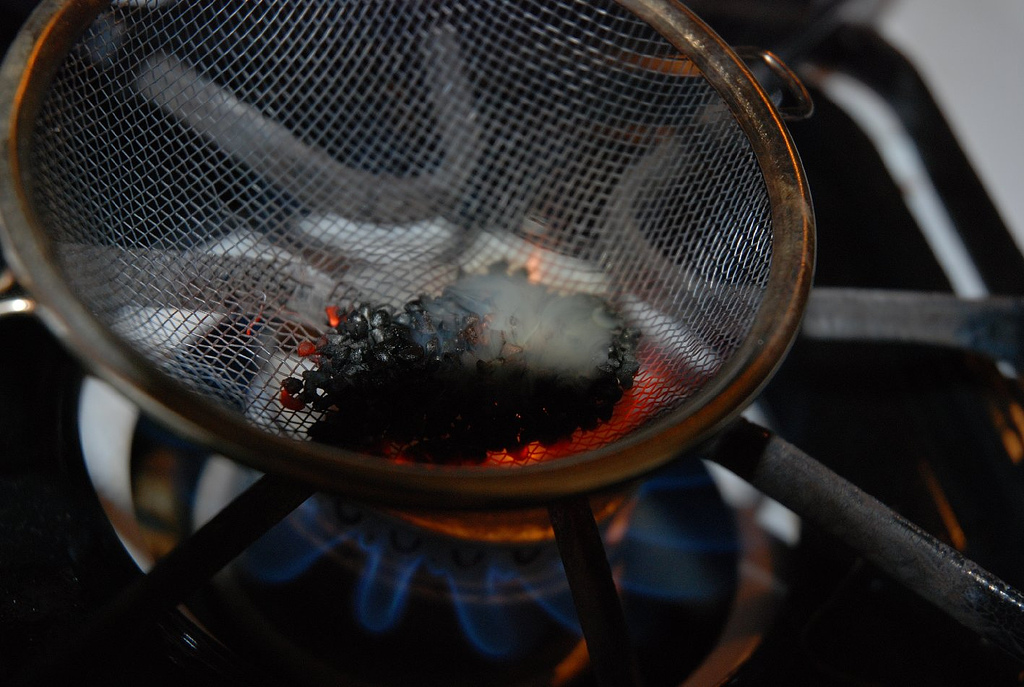
سوزاندن اسپند

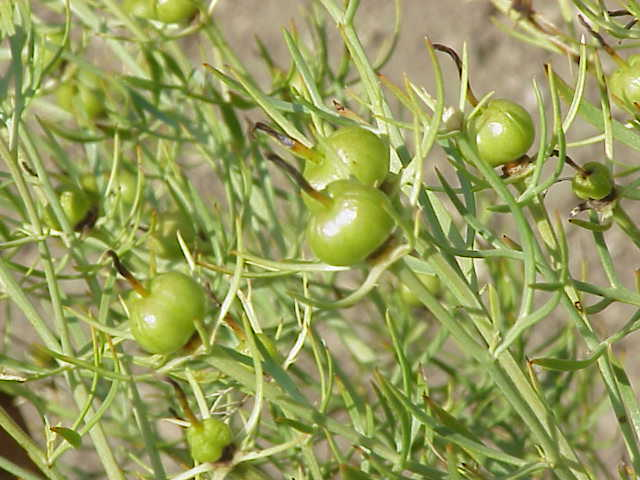
دود کردن اسپنداسپند

برات به معنی روشنایی و چراغ است و یک اسم مردانه بسیار پر کاربرد در ایران قدیم نیز بوده‌است مراسم چراغ برات بیشتر برای احترام به مردگان و در محل آرامگاه‌ها و سر قبر بکار می‌رود. برای این مراسم نمی‌توان ریشه اسلامی اثبات کرد و از ادیان کهن ایرانی به ارث رسیده‌است و در شرق ایران انجام این مراسم ریشه مستمر و محکمی دارد و شباهت زیادی به آیین اورابون بودایی و مراسم پیتری پاکش Pitri Paksha هندویی دارد. در سایر مناطق ایران این مراسم جزو آیین‌های فراموش شده‌است اما در سالهای اخیر آنرا با جشن نیمه شعبان همراه به‌جای می‌آورند. اما برات با مراسم نیمه شعبان شیعه متفاوت است. نیمه شعبان را همه شیعیان جهان برگزار می‌کنند. در حالیکه مراسم چراغ برات ویژه بخشهایی از ایران است که جمعیت شیعی و سنی دارند. ابوریحان بیرونی دانشمند بزرگ ایرانی نیز در این مورد می‌گوید: سیزدهم و چهاردهم و پانزدهم این ماه ایام البیض نام دارد و شب پانزدهم این ماه شب بزرگ است و لیله الصک و لیله البرات نام دارد، همان‌طور که بیرونی گفته‌است برات به معنی بیض یا روشنی است و این واژه با واژه برایت در زبان‌ها اروپایی هم‌معنی است در خراسان به آن چراغ برات می‌گویند یعنی جشنی که در آن چراغ و شمع روشن می‌کنند. در آیین بودایی به آن "بُن" یا اُبن می گویند که از واژه بون Bon فارسی است به معنای ریشه و اصول، گوهر و ذات هر چیز و واژه های متعددی با بُن پیوند دارد مانند بُندار.  آئین برات در بین اهل سنت کشورهای پاکستان، ترکیه، بنگلادش و … نیز مرسوم است و آنها شب برات را گرامی می‌دارند. برات یک واژه و اسم ایرانی است و در قدیم این نام برای مردان بسیار رایج بوده‌است. یکی از معانی آن روشنایی است و با واژه برایت در زبانهای اروپایی هم ریشه است. به معنی ضمانت و گواهان هم استفاده شده‌است. بنا بر نظر زبان شناسان، برات ارتباطی با واژه عربی «برائت» ندارد زیرا برات واژه ای است که ریشه در پارسی کهن و سانسکریت دارد به معنی همراه و ملازم و ساقدوش هم بکار رفته‌است. رامپوری در فرهنگ «غیاث‌اللغات» به نقل از «بهار عجم» و «سراج اللغات» آورده که: «شب چک به معنی شب برات است که در آن چراغانی و آتش بازی(= جشن و شادمانی) کنند». عارف غزنه، سنایی نیز برای برات واژه روشنایی یا بیض بکار برده و روزان و شبان مقدس و گران ارج در یک بیت چنین آورده: ازمان آمدند بهر ثنات. جمعه و بیض و قدر و عید برات. حافظ، «شب برات» را چنین سروده:
- چه مبارک سحری بود و چه فرخنده شبی
- آن «شب قدر» که این تازه «براتم» دادند.

مراسم چراغ برات که در سه شب و روز دوازده تا ۱۵ شعبان در استان خراسان، با مراسمات ویژه ای برگزار می‌شده‌است ریشه شیعه ندارد اما همانند نوروز این سنت مورد تأیید پیشوایان دینی قرار گرفته‌است. این سنت در نیمه ماه که شب‌ها در روشنایی کامل است انجام می‌شود. بعضی برات را به معنی اعمال نیک دانسته اند، همچنین از این لغت برای نوشته‌ای یا سندی که به کسی دهند و به استناد آن، چیز دیگری را بگیرند، نیز استفاده‌می‌شود. در ادبیات به هر حواله یا وارد معنوی برات می‌گویند. کسانیکه آنرا با واژه برائت همسو دانسته و به آن معنای منزه و مبری و پاک داده‌اند اما ارتباط برات و برائت قابل اثبات نیست.

## ارتباط جشن برات و اورابُون

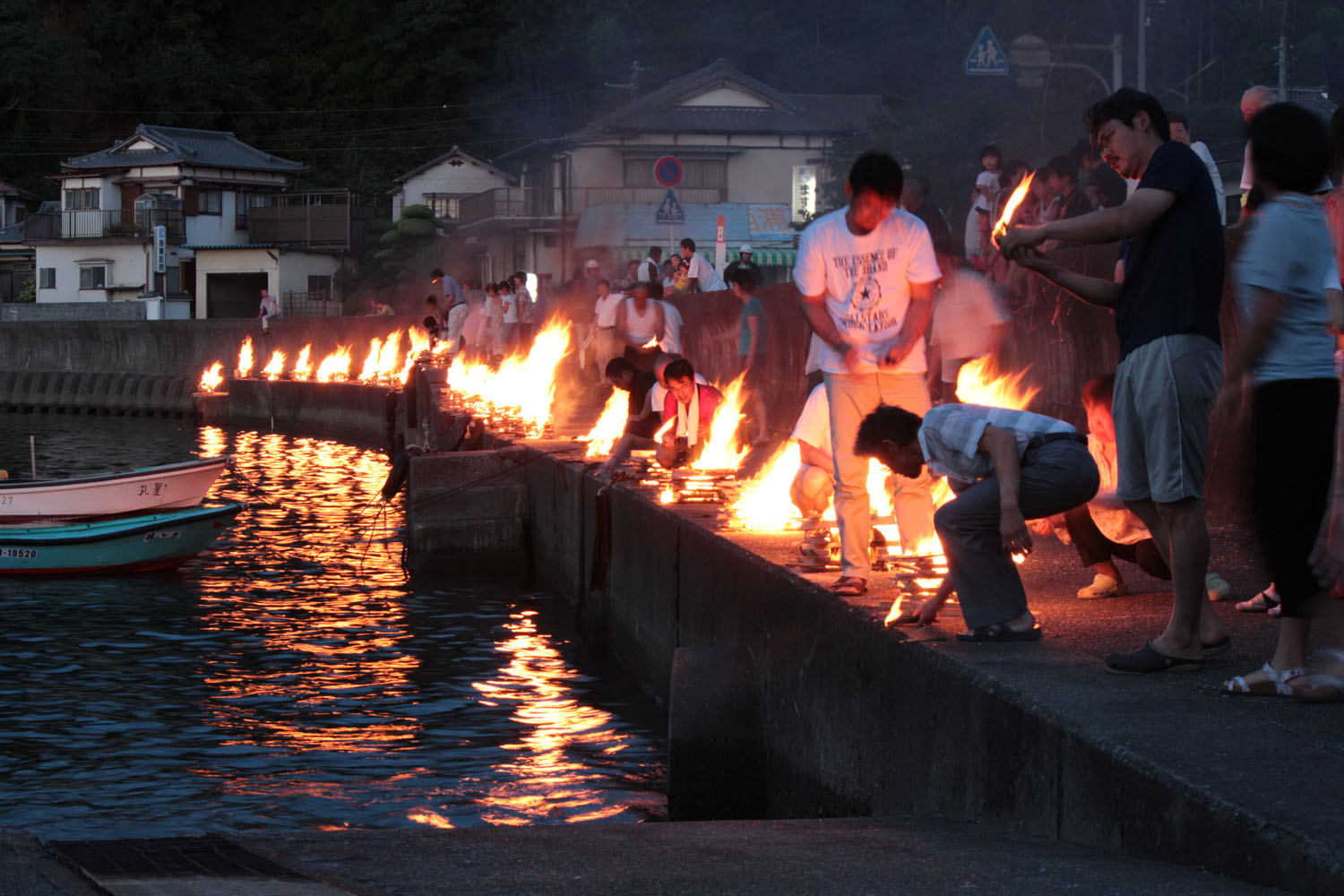
جشن بودایی استقبال ازارواح درگذشتگان در ابن

در دین بودایی آیین چراغ برات را ابُون " ابن " یا اورابُون می‌گویند و در روز سیزدهم تا پانزدهم از ماه هفتم و گاهی ماه هشتم قمری برگزار می‌شود. روز سیزدهم آتش می‌افروزند و به استقبال مردگان می‌روند و روز شانزدهم دوباره آتش برای خداحافظی با ارواح برمی‌افروزند و در واقع سه روز ارواح به تماشای اقوام خود می ایند. پروفسور ایموتو در کتاب آسوکا و پارس صفحه ۶۷ معتقد است واژه اورابون از فارسی آرتابان گرفته شده‌است و معنای آن ستایش نگهبانان قانون طبیعت است. در ایران کهن بزرگترین مراسم برات یا اورابون در کنار کعبه نقش رستم شیراز برگزار می‌شده‌است.
برات در حقیقت جشنی است برای گرامیداشت مردگان و ارواح چنین اعتقادی وجود داشته‌است که سالی سه روز ارواح بر می‌گردند و به اقوام و دوستان سرمی کشند و از آنها جویای احوالات می‌شوند. این مراسم قبلاً در ایران رایج بوده‌است و بنظر می‌رسد بسیار کهن تر از دوران زرتشتی است و ارتباط با مزدایی‌ها و میترایی‌ها و خورشیدپرستی دارد و زیرا در ایران قدیم این جشن را در غروب ۱۳ ماه تا غروب ۱۵ ماه با برافروختن آتش در کنار آرامگاه‌ها برگزار می‌کردند ولی زرتشتی‌ها مقبره نداشتند پس باید آن را در ادیان دیگر ایرانی جستجو کرد در دوران ساسانی که زرتشتی دین درباری بود همه ادیان دیگر سرکوب شدند و بسیاری از آنها به جاهای دیگر مهاجرت کردند از جمله این سرکوب شدگان گبرهاو بعدها بودایی هابودند بودایی خود از زرتشتی انشعاب یافته‌است. این آیین‌ها در شرق ایران بسیار دیرتر از بین رفت بطوریکه بسیاری از آیین‌های کهن را هنوز در خراسان بزرگ می‌توان دید. مراسم جشن ارواح اما در زمانی نامشخص در دوره اسلامی به ماه شعبان منتقل شده‌است. بسیاری از آیین‌های گمشده و مفقود ایرانی را باید در آیین‌های امروزی هندویی و بودایی جستجو کرد زیرا آیین هندویی توسط برهمن‌ها از ایران به هند رفت و آیین بودایی نیز متعاقباً از ایران به هند رفته‌است بطوریکه اولین تمدن بزرگ بودایی در بامیان افغانستان و حدود بیشتر از ۱۸۰۰ سال قبل شکل گرفته‌است. مراسم پیتری پاکش Pitri Paksha هندویی نیز برای گرامیداشت ارواح نیاکان انجام می‌شود. آیین‌های برات و اوبن و پاکشا بسیار بهم شبیه هستند.
.
.

## معتقدین به شب قدر بودن شب برات
عِکْرِمه بربری، از مشاهیر تابعین، و ابن عربی شب برات را همان شب قدر دانسته‌اند.

## فضیلت و عظمت شب برات
بسیاری از اهل سنت و فرقه‌های صوفیه به فضیلت و عظمت این شب اعتقاد دارند. وعده آمرزش و اجابت دعا در شب پانزدهم شعبان و تقسیم ارزاق و تقدیر اعمار در این شب در روایات شیعه نیز آمده‌است. هرچند از این شب به نام شب برات کمتر یاد شده‌است، تشابه اعتقادات شیعیان و سنیان و عبادات آنان در شب پانزدهم شعبان و شب برات در روایاتی از پیامبر اسلام، علی بن ابی‌طالب، دعای ابومحمد علی بن حسین السجّاد در شب نیمه شعبان به روایت شیخ طوسی در مصباح المتهجد و سید بن طاوس در اقبال و حدیثی از جعفر صادق در خور توجه است.

## مناطق و مردمانی که شب برات را محترم می‌شمارند

### ایران
شب برات همه ساله در بسیاری از نقاط ایران به‌ویژه خراسان جنوبی و خراسان رضوی، حال و هوای ویژه‌ای دارد. این مراسم گرامیداشت درگذشتگان است و مردم در آرامگاه‌ها جمع می‌شوند قبرها را شستشو می‌دهند و از غروب تا پاسی از شب در قبرستان و مزار مردگان اجتماع می‌کنند در قدیم آتش برمی‌افروختند و چراغ روشن می کردندو باور داشتند مردگان به دیدار آشنایان می‌آیند.
- امروزه این مراسم با جشن نیمه شعبان تلفیق شده و تمایز چندانی نمی‌توان برای آن با جشن نیمه شعبان قایل شد

نیمه شعبان جشن تولد حجت بن الحسن است و آذین بندی به خیابانها و مساجد مربوط می‌شود همه جا چراغانی می‌شود و شادمانی و شادکامی خاصی بر مردم حاکم است، حتی در زمان‌های گذشته نیز در شهرها و روستاها، مردم برای اجرای این مراسم باشکوه، احترام ویژه قائل بوده و اهتمام خاصی در برپایی آن داشتند. در شهرهای ایران صبح روز پانزدهم، مردم به همدیگر تبریک و تهنیت می‌گفتند، ازجمله اعمال این شب غسل و زیارت حجت بن الحسن است. در شب برات، آئین چراغانی و زینت دکان‌ها، خانه‌ها و خیابان‌ها اجرا می‌شود. پرچم‌های رنگین کاغذی بر سردر اماکن جلوه گری می‌نماید. در گذشته در بازار شهرها، کنار مغازه‌ها چارطاقی‌ها و طاق نصرت‌ها به وسیله داربست و ستون برپا می‌شد که بر آنها فانوس و سبزه و گل آویخته می‌شد که امروزه نیز رایج است. علاوه بر این‌ها، صدها متر پارچه گلدوزی شده و ترمه زینت بخش دکان‌ها می‌گشت. در خیابانها نیز به فواصل معین نهال نارنج یا پرتقال و گلدان گل یاس به ترتیب کنار هم چیده می‌شد و به شهرها منظره دلپذیری در این روز می‌داد. از دیگر مراسم در این روز برپایی مجالس مولودی خوانی در اماکن مذهبی و خانه هاست. در این روز اشعاری در مدح ائمه و به خصوص حجت بن الحسن توسط مداحان خوانده می‌شد که حضار با کف زدن و تکرار ابیاتی از اشعار مولودی، با آنها همراهی می‌کردند و نقل و شیرینی به میان حاضران پرتاب می‌کردند.

### اعمال شب برات در کردستان
در پاره‌ای از نواحی کردستان، در این شب، در مسجدها و تکیه‌ها و خانقاهها و منازل، دعاو نماز مخصوص (به جماعت و غیر جماعت) خوانده می‌شود؛ و عقیده بر این است که در شب برات، روزیِ بندگان از نو تقسیم خواهد شد و دعا برای افزایش روزی مستجاب است و هرکس آن شب سیر نخورد، در طول سال سیر نخواهد شد؛ از این‌رو همه خانواده‌ها، غذای مخصوص (پلو خورشت، کشمش پلو، رشته پلو و نظایر آن) تهیه می‌کنند، و فقیران را نیز در تهیه آن یاری می‌دهند، و به این کار «کاسه جشن» می‌گویند.
کُردهای خراسان (کُرمانج‌ها) شب نیمهٔ شعبان را «عید برات» می‌نامند و این شب نزد آنان شبی بسیار عزیز و با خیر و برکت است. در هر روستا و در میان هر جمعی از کُردهای خراسان چندین نام برات یافت می‌شود. این نام تا این اواخر بسیار استفاده می‌شد، نام برات به دلیل ولادت کودک در شب یا روز عید برات بر وی نهاده می‌شده‌است.

### شوشتر و دزفول
در شوشتر و دزفول (استان خوزستان)، زنان و دخترانی که مراد یا حاجتی داشتند، در این شب چادر بر سر کرده و به در هفت خانه که رو به قبله قرار داشت، می‌رفتند. صاحبخانه می‌گفت: «کیه؟»، «مرادمند» در جواب می‌گفت: «مرادمند هستم، ثواب یا جواب؟» اگر صاحبخانه می‌گفت «جواب»، مرادمند ناامید می‌شد و می‌رفت و اما اگر «ثواب» می‌شنید، یعنی صبر کن و آن وقت مرادمند می‌ماند و اگر از اولین خانه شیرینی تحویل می‌گرفت، آن را به فال نیک می‌گرفت و به همین منوال تا شش خانه بعدی ادامه می‌داد.

### خراسان
در خراسان در شب پانزدهم نیمه شعبان به پشت بام رفته و در مهتاب (اگر شب مهتابی باشد) ایستاده و به سایه خود نگاه می‌کنند و سرنوشت خود و اقوام خود را در آن سال پیش‌بینی می‌کنند.
در مشهد و اطراف آن، چراغ برات در گذشته‌ها در سه روز، خاموش نمی‌شد و اکنون هم در شبها آنها، که برات را می‌شناسند، چراغشان خاموش نمی‌شود. هنوز هم فانوسهای قدیمی خاطره شبهای برات را به یاد دارند و خیلی وقتها هم همین فانوس‌ها در شبهای برات دوباره به یاد صاحبانشان می‌افتند و تاریکی شب را نور می‌دهند و یاد و خاطره رفتگان را گرامی می‌دارند.
شهرستان شیروان از توابع استان خراسان شمالی است که مردم آن در این ایام معتقدند درهای روزی و رحمت خداوند در سه روز منتهی به نیمه شعبان بر روی بندگان گشوده می‌شود. مردم معتقدند در این شب‌ها باید چراغ منازل روشن باشد چراکه روشن بودن منزل در این شب‌ها برای آن‌ها در طول سال روشنی می‌آورد. افرادی که نذر دارند هم سعی کرده نذر خود را در این چند روز که ثواب بیشتری دارد ادا کنند.
برافروختن شمع و پخش شیرینی از جمله سنت‌های آیین چراغ برات است.
در کاشمر در آخرین ساعات ۱۴ شعبان بعد از نماز مغرب و عشا نیز هر فرد به تعداد آرزوهای پاک و خالصانه اش ترکه‌ای از درختی پاک‌سرشت (انار و انگور) مهیا می‌کرد و در چهار گوشه پشت بام خانه‌اش نصب می‌کرد. بر انتهای هر ترکه تکه‌ای پنبه یا پارچه‌ای پاک به نیت آرزوی مورد نظر وصل می‌شد. فرد به تنهایی یا در حضور خانواده نیت و آرزویش را بعد از حمد و ثنای خدا مطرح می‌کرد. البته این رسم چند دهه است که به صورت جمعی برگزار نمی‌شود و فردی شده‌است. در بشرویه از توابع استان خراسان جنوبی در ایام برات در شبها نانی به نام سیروکی طبخ می شود .همچنین در این شبها در قدیم رسم بود که بچه های کوچک دسته جمعی به در خانه همسایه ها رفته و شعری را به لهجه محلی دسته جمعی می خواندند و صاحیخانه به فراخور حالش آجیل ،شیرینی و.. به آنها میداد.

### یزد
صله رحم، مراسمی است که امروزه نیز کم و بیش اجرا می‌شود و وسیله خوبی برای تجدید دیدار و وقوف از وضع دوستان و نزدیکان است. نیمه شعبان در عقدای یزد همه اعضای خانواده به حمام می‌رفتند و لباس نو بر تن می‌کردند و صبح روز عید ضمن نظافت منزل و اسپند دود کردن، بزرگ خانواده‌ها در جایی جمع می‌شدند و به دیدار بزرگ ده می‌رفتند. در منزل بزرگ روستا، کدخدای ده از مهمانان با چای، شیرینی، نقل و گلاب پذیرایی می‌کرد.

### سمنان
در شهر سمنان، به شبِ نیمه شعبان "بَراتَ شُو" barāta šø می‌گویند. همچنین به سه شب میانیِ ماه (شبهای سیزدهم تا پانزدهم) نیز "بَراتَ ما" می‌گویند. از نظر ریشه‌شناسی چنانچه گفته شد، "براتَ ما" به معنیِ ماهِ روشن است. خودِ همین نشاندهنده این نکته است که این آیین، به دوران پیش از اسلام در ایران، و حتی به دورانی که گاهشماری به صورت قمری بوده است برمی‌گردد. در این سه روز، رسم بر این است که نانِ مخصوصی به نام نان گولاچ می‌پزند و به یاد درگذشتگان، به نزدیکان و همسایگان می‌دهند.

### مراسم شب برات درهند
در نقاط مختلف شبه قاره هند مراسم گوناگونی برپا می‌شود که زیارت اهل قبور، اطعام و صدقه به مساکین برای آمرزش مردگان از آن جمله است (به استناد یک روایت، رسول اسلام در شب برات به قبرستان مدینه رفتند و برای مردگان از خدا آمرزش خواستند).
پختن نوعی حلوا و شیرینی مخصوص و خیرات کردن آن، از دیگر مراسم این شب است. مسلمانان هند برای یاد کردن حمزه در شب برات توجه و تقدم ویژه‌ای قائل می‌شوند. سوزاندن عود و روشن کردن شمع، دادن هدایا به‌ویژه به کودکان از دیگر آیین‌های شب برات است.
برخی رد پای سنن هندویی مانند عیدهای دیوالی و ماهاشیوراتری را در پاره‌ای از این مراسم، از جمله روشن کردن شمع در برابر خانه‌ها، دیده‌اند. .

### مراسم شب برات در دیگر جاها
از دیگر سرزمین‌هایی که مراسم مختلف شب برات، از جمله چراغانی، در آن‌ها برگزار می‌شده، خراسان، عراق، دمشق، مکه و مصر بوده‌است و امروزه نیز اجرای این مراسم در مصر و افغانستان ادامه دارد.
شب برات (برات کاندیلی)، در ترکیه، شب با ارزش و مقدسی به‌شمار می‌رود.
در شهرهای بزرگ پاکستان مانند لاهور محافل جشن در شب و روز برات برگزار می‌شود و مردم در مساجد و سواحل رودخانه‌ها عبادت می‌کنند و مانند کشورهای اسلامی دیگر همانند ایران به پخش نذری و شیرینی و تزیین خیابان‌ها و کوچه‌ها می‌پردازند.

## شب برات در متون ادبی
در متون ادبی فارسی، از جمله اشعار رودکی، مواعظ سعدی و اشعار سنایی از شب برات یاد شده‌است. در ادبیات اردو نیز ناسخ به این شب و مراسم ویژه آن در هند اشاره می‌کند.